# فيديريكو ماكيدا
فيديريكو ماكيدا (بالإيطالية: Federico Macheda)‏ (مواليد 22 أغسطس 1991 في روما - إيطاليا) لاعب كرة قدم إيطالي يلعب حاليا لصالح نادي الدرجة الممتازة كارديف سيتي مركز المهاجم.

## نبذة
فيديريكو ماكيدا أو كما يسمونه كيكو، ولد بتاريخ 22 - 8 - 1991، هو لاعب إيطالي يلعب في مركز الهجوم بنادي مانشستر يونايتد الإنجليزي، انتقل لمانشستر يونايتد قادما ًمن نادي لاتسيو الإيطالي في سبتمبر 2007.

## لاتسيو
ولد ماكيدا في مدينة روما الإيطالية، ولعب لنادي لازيو الإيطالي، ولكن وفق شروط ولوائح الكرة الإيطالية يمنع تسجيل اللاعبين أقل من 18 عاما ً كلاعبين محترفين في النادي، فلهذا لم يكن مسجلا ً مع نادي لازيو الإيطالي، ولكن قبل ميلاده السادس عشر دخل كـ متدرب في نادي مانشستر يونايتد الإنجليزي، حيث إن الشروط واللوائح الإنجليزية كانت تسمح بتوقيع - اللاعبين بهذا العمر - عقود احتراف، كما إن عائلته إتجهت مسافرة للعيش في إنجلترا، وظل ماكيدا في أكاديمية النادي لثلاث سنوات.

## مانشستر يونايتد
أصبح ماكيدا في فريق مانشستر يونايتد لتحت 18 عاما ً واستطاع تسجيل أول هدف له من أول ظهور أمام نادي بارنسلي الإنجليزي بتاريخ 15 سبتمبر 2007، وفي أول موسم له مع الفريق استطاع أن يحرز لقب هداف الدوري بـ12 هدف من 21 مشاركة، وأصبح كيكي لاعبا ً احتياطيا ً في الفريق الأول بتاريخ 26 فبراير 2008، ودخل كبديلا ً في أول مباراة له مع ليفربول بدلا ً من جيرارد بيكي في الدقيقة 68، بتاريخ 12 مايو 2008، حصل ماكيدا مع فريقه على كأس مانشستر للشباب، بعد تغلبهم على نادي بولتون في النهائي بنتيجة 2-0، وقّع كيكو أول عقد احترافي له مع مانشستر يونايتد في عيد ميلاده السابع عشر في أغسطس 2008، في موسم 2008-2009 استمر كيكو في لعبه مع فريق تحت 18 عام واستطاع أن يكون احتياطيا ً في تشكيلة الفريق الأول في بعض المباريات، استطاع ماكيدا مع نهاية الموسم أن يسجل مع الفريق الرديف 8 أهداف في 8 مباريات لعبها ومن ضمن هذه الأهداف كان قد سجل هاترك في مباراة نيوكاسل يونايتد في المباراة التي انتهت بالتعادل 3 - 3 بين الفريقين وكان هذا في تاريخ 30 مارس 2009، وبعدها تم اختياره ليكون في الفريق الأول أمام أستون فيلا بتاريخ 5 أبريل 2009 في المباراة التي فاز فيها اليونايتد 2 - 1، حيث إن السير فيرغسون أدخل ماكيدا بدلا ً من ناني بعد مرور ساعة من المباراة وحينما كان الفريق متأخر 1-0 استطاع نجم الفريق كريستيانو رونالدو أن يسجل هدف التعادل في الدقيقة 80، ثم سجل ماكيدا هدف الفوز في الدقيقة الثالثة من الوقت الضائع بعد توغله في منطقة الجزاء للأستون فيلا، ومن ثم أصبح كيكو احتياطيا ً في المباراتين المتتاليتين للمانيو بعد لقاء الاستون فيلا، حيث كانت الأولى أمام بورتو في ذهاب ربع نهائي دوري أبطال أوروبا، والثانية أمام سندرلاند في الدوري، دخل في مباراة سندرلاند بدلا ً من ديميتار برباتوف، وتم إدخال كيكو كأساسيا ً في نصف نهائي كأس الاتحاد الإنجليزي أمام إيفرتون، لكنه لم يستطع تسجيل هدفا ً من الفرص التي سمحت له بالتسجيل في المباراة، فهذا ما دفع السير لتبديله ببرباتوف في الوقت الإضافي من المباراة، واستطاع كذلك أن يلعب أول مباراة له في الدوري كأساسيا ً في المباراة التي كانت أمام ميدلزبرة والتي انتهيت بفوز المان 2-0، واستطاع أن يصنع هدفا ً لبارك جي سونغ، ولكنه لم يستطع تسجيل أي هدف في اللقاء، وتم إستبداله في الدقيقة 55 من اللقاء، في نهاية الموسم نفسه، تم إعطاء جائزة أكاديمية جيمي مارفي لأفضل لاعب في السنة بعد النجاحات التي حققها مع فريق تحت 18 سنة، وبعض مباريات الفريق الأول، وقع كيكو مؤخرا ًعلى تمديد عقد مع ألمانيو لأربع سنوات مقبلة حتى عام 2014.

## المنتخبات الوطنية
على هامش بطولة أوروبا لعام 2009 لتحت 21 سنة، تم اختيار كيكو من بين الـ40 لاعب في المنتخب ولكن القوانين تحتم عليهم ان يختاروا 23 لاعب فقط، فلم يحالف كيكو الحظ في أن يسجل اسمه بين الـ 23 لاعب المشاركين في البطولة، بتاريخ 12 - 8 - 2009 استطاع كيكو أن يدخل كأساسيا ً في المباراة الودية التي جمعت المنتخب الإيطالي لتحت 21 سنة بالمنتخب الروسي لتحت 21 سنة، والجدير بالذكر أن كيكو استطاع أن يلعب 10 مباريات مع منتخب تحت 16 سنة وسجل فيهم هدفين، بينما لعب 3 مباريات مع منتخب تحت 17 سنة ولم يستطع أن يسجل أي هدف مع الفريق، بينما لم يلعب مع منتخب تحت 19 سنة الا مباراة واحدة فقط ولم يسجل فيها، أيضا ًمع منتخب تحت 21 سنة لعب 3 مباريات لم يسجل من خلالها هدفا ً.

## الحياة الشخصية
يعيش ماكيدا مع عائلته في طريق واش وي في مدينة سال - مانشستر الكبرى. في صباح 12 يوليو 2009 تم سرقة منزلهم وقد تم سرقت الأموال والمجوهرات في المنزل.

## روابط خارجية
- فيديريكو ماكيدا على موقع الاتحاد الأوربي (الإنجليزية)
- فيديريكو ماكيدا على موقع اتحاد تركيا (لاعب) (الإنجليزية)
- فيديريكو ماكيدا على موقع قاعدة بيانات كرة القدم.إي يو (الإنجليزية)
- فيديريكو ماكيدا على موقع ليكيب (الفرنسية)
- فيديريكو ماكيدا على موقع Soccerbase.com (لاعب) (الإنجليزية)
- فيديريكو ماكيدا على موقع Soccerway.com (الإنجليزية)
- فيديريكو ماكيدا على موقع عالم كرة القدم.نت (الإنجليزية)
- فيديريكو ماكيدا على موقع كووورة
- فيديريكو ماكيدا على موقع AS.com (الإسبانية)